# Anemia costata
Anemia costata là một loài dương xỉ trong họ Anemiaceae. Loài này được Sehnem mô tả khoa học đầu tiên năm 1974.